# 小行星12787
小行星12787（12787 Abetadashi）是一颗绕太阳运转的小行星，为主小行星带小行星。该小行星于1995年9月19日发现。

## 轨道参数
小行星12787的轨道半长轴为337 637 192 km，2.2569331 UA，离心率为0.1776303。